# せどり
せどり（競取り、糶取り）とは、「同業者の中間に立って品物を取り次ぎ、その手数料を取ること。また、それを業とする人（三省堂 大辞林より）」を指す。古本用語を元にした「掘り出し物を第三者に転売すること。」を指す言葉。

## 語源と意味
一般的にはひらがなで「せどり」と書く。辞書では「競取り」という漢字が当てられているが、元々は「糶取り」という字が使われていた。
「糶取り」の「糶（ちょう、せり、うりよね）」とは、「米を売りに出す」の意で、そこから「米の競り売り」や「行商」のことを指す。「糶取り」とは「糶取る」の連用形である。なお、漢字の「糶」は音を表す「䊮」と意味を示す「出」から構成される形声文字で、もともと中国語の「食料を売る」を意味する単語を表記した。
『書物語辞典（1936年 古典社）』によると、語源は不明。漢字は当て字で「糶取」「背取」などと書き、『せどりの營業は、店舗から店舖を訪問して相互の有無を通じて口錢を得るのを目的とする。すなわち甲書店の依頼品を同業者間をたづね歩き値の安きを求め其の間に立つて若干の利得をする（同書より）』との事で、書店同士の売買の仲介をする事、またはそれを生業とした者を指す。

## 古本用語
「古書店などで安く売っている本を買い、他の古書店などに高く売って利ざやを稼ぐ」こと、またはそれをする者を指す。同業者の店頭から高値で転売する事を目的に「抜き買い」するため、せどり行為は業界内では嫌われる。一方、本の希少価値にこだわらない、大量仕入れ、大量販売形式の大規模古書店においては、「一度に数十から100冊の本を買ってもらえる」「長期在庫が減る」ということから、せどりが必ずしも嫌われているわけではない。
古書業界で使われている「せどり」は、業者間の「競り」から来た言葉で「競取り」と書く。古書組合などの業者間の競り売りは、主に束売りで行われるため、欲しい本を競り落とすためには必要のない本まで買わなければならない場合がある。その場合、競り落とした後に必要な本を抜き出し、必要のない本は何らかの形で処分する事になり、結果として「必要な本だけを抜き出す」事になる。そこから「多くの本から必要な本だけを抜き出す」行為を「競取り」と言うようになった。現在の古書業界では店舗を回って在庫を集め、ネットで売りさばく「せどり師」「せどらー」と呼ばれる人々による古本屋も存在する。

## 商売
過去には、店を持たずに各地を回り、自分の知識と目利きを頼りに仕入れた商品を同業者に販売したり、注文を受けた本を探し出して手数料を受け取ったりする「せどり屋」という商売があったが、現在では新古書店などで安く売っている商品や古紙回収で集めた書籍を、主にインターネットを利用して販売する事を「背取り(せどり)」と言い、せどりをしている個人や業者を「せどらー」などと呼ぶ。リサイクル業務の一つに分類できる。本の背（背表紙、タイトル）で仕入れを判断することからこの字が当てられる。坪内祐三はブックオフなどで、携帯やスマホのバーコードリーダー（アプリ）でAmazonの買い取り価格をチェックしつつ仕入れる本をチェックすることを「Amazonせどり」と表現した。
本に限らず、CD、DVD、ビデオソフト、ゲームソフト、カレンダーなど、インターネット上に中古市場の存在する多くの媒体が販売ルートとなっており、「せどり」を指南するウェブサイトやノウハウ（情報商材）を売る商売、または専門の塾やセミナー、ツールも存在している。

## せどりを題材にした創作
- 『探石行』（つげ義春） - 『無能の人』第4話に収められている。古本業者の山井が登場。山井は「病」をもじったもので、せどりをなりわいとし、いつも寝てばかりいる。
- 『せどり男爵数奇譚』（梶山季之：著） - 古書ミステリー小説で「せどり」という言葉を世に広める切っ掛けを作ったという説がある[4][5]。
- 『死の蔵書』（ジョン・ダニング：著） - せどり屋が被害者のミステリー小説。
- 『ビブリア古書堂の事件手帖』（三上延：著） - 主人公の働く古書店の常連にせどり屋がいる。ミステリー小説。
- 『栞と紙魚子』「古本地獄屋敷」（諸星大二郎：著） - 行方不明になった、主人公の父の居場所を示唆するのがセドリ師。漫画。

## 法令による規制
原則として、日本国内において、いったん一般消費者の手に渡った物品（「古物」）を転売買して営業を行う者は古物営業法に基づく古物商許可を受ける必要がある。個人であっても、古物商許可を得ずにインターネットオークションその他で継続反復し、大量の転売買営業を行っている場合、古物営業法違反により逮捕される事例がある。

## 参考
- 大辞林 第二版（三省堂）
- 全訳 漢辞海（三省堂）
- 書物語辞典（1936年 古典社 古典社編集部)：[7]
- Weblio辞書：[8]
- 増殖漢字辞典：[9]
- 散歩の達人 2005年10月号 神保町特集：古書組合の競り売りの模様などが紹介されている。
- まんだらけ風雲録（古川益三：著）：古書組合の競り売りやまんだらけがせどりで大儲けするエピソードなどが収録されている。